# CHMP-FM
CHMP-FM (mieux connu sous le nom de 98.5 FM) est une station de radio québécoise située à Montréal appartenant à Cogeco Média. Elle diffuse sur la fréquence 98,5 MHz sur la bande FM avec une puissance de 100 000 watts sur le Mont-Royal.
Le 98,5 FM utilise un format de FM parlé durant la semaine et la fin de semaine.

## Histoire

### CIEL-MF
En 1976, CIEL-MF a demandé un permis de diffusion sur la bande FM à Longueuil. Il avait initialement proposé la fréquence 93,5 MHz avec une puissance de 100 000 W, mais cette fréquence a été attribuée à CBM-FM (CBC Radio). Le 20 janvier 1977, Radio MF CIEL (1976) Inc. a eu l'autorisation d'utiliser la fréquence 98,5 MHz à Longueuil avec les lettres d'appel CIEL-FM. La station a commencé à diffuser le 9 avril 1977. Stéphane Venne était le directeur de la station qui offrait une programmation "adulte contemporaine" (AC). Le studio était situé rue Saint-Charles, dans le Vieux-Longueuil. La fréquence 98,5 FM n'avait pas été utilisée depuis que la station CJRM-FM (qui diffusait de la musique classique) avait fermé ses portes le 24 juin 1968 à la suite de problèmes financiers. Une dizaine de personnes furent propriétaires de CIEL-MF durant cette période dont Marcel Lefebvre, auteur-compositeur, écrivain et publicitaire bien connu.
Le 17 octobre 1978, Radio MF CIEL (1976) Inc. a été vendue à Stereo Laval Inc., qui était aussi le propriétaire de la station CFGL-FM à Laval. Le format musical change en janvier 1979 de québécois à varié (disco à rhythm and blues) et engage Jean Desmond le matin, Danielle Ouimet en après-midi et Michel Desrochers au retour à la maison. Le mois suivant, Guy Mauffette assure les soirées alors que Michel Jasmin devient actionnaire et vice-président de la station, transférant son émission populaire de musique disco Le 5 à 8 de CKMF-FM à CIEL,. De son côté, CKMF engage Alain Montpetit afin de poursuivre le 5 à 8. CIEL ne performe pas dans les cotes d'écoutes BBM, et le Cinq à huit de CIEL prend fin le 9 novembre. Une émission de musique disco animée par Carolyne Bernier et Michel Simard est diffusée de minuit à 2 h. À l'été 1980, la station revient dans son format de musique québécoise, et l'équipe est exclusivement féminine, notamment Mireille Lemelin, Dyne Mousso, la criminologue Marie-Andrée Bertrand ainsi que Sœur Berthe pour une chronique cuisine.
En 1981, Stereo Laval Inc. fut rachetée par Placements Roland Saucier Inc. et la propriété de CIEL-MF est passée à Radio MF CIEL (1981) Inc. En 1987, CIEL-MF a déplacé son antenne du Mont Saint-Bruno au Mont Royal et réduit sa puissance de 100 000 W à 45 000 W, puis à 40 800 W en 1988.
Spécialisée en chanson francophone, la station CIEL-MF engageait de nombreuses belles voix radiophoniques parmi lesquelles celle du propriétaire de la station, Jean-Pierre Coallier, puis celles des acteurs Serge Turgeon et Dyne Mousso, et celles des animateurs Daniel Ratthé, Micheline Ricard, Raymond Desmarteau, Daniel Leduc, Gilles Senécal, Jean Taurignan, Michel Desrochers, Dominique Frégault, Marie-Andrée Talbot, Marc Fortin et, plus tard, François Paré. Le chanteur Marc Gélinas y est devenu disc-jockey pendant un certain temps.
Dans les années quatre-vingt-dix, l'animatrice de télévision Nicole Simard et l'ex-chanteuse Véronique Béliveau se sont jointent à l'équipe d'animation pour quelques années.
Mais en 1999, l'aventure de CIEL-MF prendra fin. Le propriétaire Jean-Pierre Coallier a vendu sa station à Diffusion Métromédia CMR inc., qui était alors le propriétaire de CKOI-FM.

### COOL FM
Aux petites heures du matin, le 8 août 2000, l'animatrice Manon Caillé passa le flambeau du format adulte contemporain de CIEL 98,5 fm, à son collègue Daniel Robichaud qui fut responsable de créer le transfert. La facture musicale fut changée pour du rock alternatif  et ses lettres d'appel furent changées pour CKOO-FM, en utilisant le nom Cool FM en ondes. En 2001, Metromedia CMR Broadcasting Inc. fut vendu à Corus Entertainment Inc. qui a changé le genre musical pour du rock moderne, et a changé de nouveau au rock classique en 2003.
Cool FM se voulait une station rock, la première du genre en français dans la métropole, plus ou moins calquée sur le modèle de CHOI-FM à Québec. Babu y reprenait son émission La caisse de 12 et s'y imposait comme l'animateur emblématique de cette nouvelle radio, qui, malgré un franc succès, sera abandonnée par ses propriétaires en 2003. L'émission de Babu fut alors transférée à la station-sœur CKOI-FM.
Devant le manque de popularité auprès des auditeurs, Corus a annoncé le 27 novembre 2003 un changement de format pour du parlé dès janvier. Toutes les émissions furent interrompues et la station diffusa alors de la musique de Noël en continu.

### Le 98,5 FM
Le 5 janvier 2004 marque la date de lancement du 98,5 FM, Le FM parlé de Montréal.
Le FM parlé de Montréal, avec Paul Arcand, est la source de nouvelles autant politiques qu'artistiques. C'est pourquoi en quelques années, le 98,5 FM est devenu un incontournable à Montréal avec près de 1 133 000 auditeurs, tout comme son site Internet avec plus de 120 000 visiteurs uniques mensuels selon ComScore Media Metrix.[réf. nécessaire]
Initialement implanté au 211, avenue Gordon dans le quartier de Verdun à Montréal, CHMP-FM fut la dernière station à déménager le 29 juin 2006 dans les bureaux et studios du groupe Corus Québec regroupés à la Place Bonaventure à Montréal. Le vieux studio du 211 avenue Gordon fut démoli en décembre 2006.
Face aux restrictions du CRTC concernant les émissions parlées sur la bande FM, le 98,5 devait aussi faire jouer de la musique adulte contemporaine durant la journée. En février 2005, le CRTC leur a accordé la permission de garder leur format de parlé durant certaines heures. CHMP devait alors diffuser de la musique en continu durant la nuit. Le 2 avril 2007, Le 98,5 FM a dorénavant un format parlé en tout temps. Durant la nuit et les fins de semaine, le 98,5 FM diffuse deux émissions musicales « Souvenirs Garantis » et « Fan de musique ». Durant la saison de hockey, le 98,5 FM diffuse la description des matchs du Canadiens de Montréal en simultané sur les stations du réseau Cogeco.
Le 30 avril 2010, Cogeco a annoncé l'achat des stations de Corus Québec pour 80$ millions, transaction qui fut approuvée par le CRTC le 17 décembre 2010. Cogeco a pris le contrôle de CHMP-FM ainsi que des stations de radio de Corus Québec le 1er février 2011.
Le 11 mai 2017, la station voit sa puissance augmenter de 40 800 watts à 100 000 watts. Le CRTC avait approuvé ce changement le 29 novembre 2013.

### Identité visuelle (logo)

Logo du 98,5 FM jusqu'en septembre 2011.
Logo du 98,5 FM de septembre 2011 à août 2016.
Logo du 98,5 FM de août 2016 à août 2021
Logo depuis août 2021

## Animateurs
- Louis-Philippe Guy, (La nuit en direct, Les grands titres)
- Patrick Lagacé, (Lagacé le matin)
- Nathalie Normandeau, (La commission)
- Luc Ferrandez, (La commission)
- Marie-Eve Tremblay (Radio Textos)
- Philippe Cantin (Le Matin (été), Le Québec maintenant)
- Jean-Sébastien Hammal (Le Matin (éte))
- Denis Lévesque (Le Midi)
- Geneviève Pettersen (Ça va aller loin)
- Mario Langlois, (Les amateurs de sports, Bonsoir les sportifs)
- Louis Jean, (Bonsoir les sportifs)
- Élisabeth Crête, (Le Québec maintenant, Même le week-end)
- Jeffrey Subranni (Classiques 80-90)
- Marie-Claude Lavallée (L'effet Lavallée)
- Jérémie Rainville, (Les amateurs de sports week-end)
- Bénédicte Lebel (Même le week-End)
- Valérie Beaudoin (même le weekend)
- Jean-François Baril (Les amateurs de sports, même le week-End)
- Évelyne Audet (même le week-End)

(révision: Juin 2025)
Animateurs de sports en direct
- Martin McGuire et Dany Dubé : Le hockey des Canadiens
- Jean St-Onge et Jean-Philippe Bolduc : Le football des Alouettes

## Collaborateurs
- Marc Brière, circulation
- Antoine Roussel, hockey de la LNH
- Stéphane Waite, hockey de la LNH
- Pierre Gervais, hockey de la LNH
- Patrice Bernier, CF Montréal
- José Théodore, hockey de la LNH
- Hugues Léger, tennis
- Stéphane Leroux, Rocket de Laval et LHJMQ
- Danièle Sauvageau, hockey féminin
- Michel Harvey, circulation
- Richard Châteauvert, international
- Bruno Heppell, sports
- Jeremy Filosa, sports
- Ray Lalonde, sports et marketing
- Philippe Laguë, automobile et formule 1
- Stéphanie Gagnon, nouvelles
- Caroline Legault, culturel
- Catherine Brisson, culturel
- Bénédicte Lebel, judiciaire
- Dimitri Soudas, politique
- Biz (Sébastien Fréchette), langue française et histoire du Québec
- Luc Ferrandez, actualités
- Rafael Jacob, politique américaine
- Jean-François Lépine, international
- Michèle Boisvert, économie
- Marie-Eve Fournier, finances personnelles
- Valérie Beaudoin, politique américaine
- François Gagnon, économie
- François Charron, techno
- Frédéric Labelle, réseaux sociaux
- Catherine Beauchamp, culturel
- Martin Carli, sciences

## Polémique au sujet de l'euthanasie de personnes handicapées
En mai 2025, les animateurs Luc Ferrandez et Nathalie Normandeau évoquent l'euthanasie comme étant une « libération » pour  les personnes sévèrement handicapées. Luc Ferrandez déclare qu'il faut « arrêter de penser qu’il y a une place pour ces personnes-là, en disant “l’État devrait s’en occuper”. Il faut arrêter ça tout de suite. Après ça, la discussion est ouverte » ; il ajoute faire référence à des gens « qui ne ferment jamais la bouche, qui bavent continuellement, qui font de l’écholalie, des sons répétés », précisant que « la personne qui est à côté de celle qui fait des sons répétés, des sons stridents, je peux-tu te dire qu’après deux jours, [elle] en [peut] plus ». Il propose, lorsque les parents ne sont pas présents, qu’un « comité de sages » puisse statuer sur le droit de vie ou de mort de ces personnes, et que « chaque crise que cette personne-là vit doit être considérée comme un symptôme d’une maladie profonde, et on la traite avec une médication qui pourrait amener au décès à la longue ? Quelque chose de doux comme ça ».
Ces déclarations font polémique en raison de leur caractère eugéniste, et sont condamnées par les humoristes Guillaume Pineault, et Christine Morency, par l'actrice Guylaine Guay, mère de deux garçons autistes, ainsi que par le Regroupement des activistes pour l’inclusion du Québec (RAPLIQ).

## Enquête sur l'école Bedford
En 2023, la journaliste Valérie Lebeuf, du 98,5 FM, a enquêté sur un climat toxique à l’école Bedford, dans Côte-des-Neiges à Montréal.
La journaliste a révélé que des enseignants (principalement) d’origine maghrébine faisaient régner la terreur à l’école Bedford, à grands coups de harcèlement psychologique contre des collègues et des élèves.
Ces enseignants refusaient par exemple aux orthopédagogues l’accès aux classes et parlaient arabe entre eux, pour exclure des collègues. Si ces collègues protestaient contre leurs méthodes brutales, ils étaient invectivés, mis au ban de la vie de l’école.
Ces révélations inquiétantes ont poussé Bernard Drainville, ministre de l’Éducation, à ordonner une enquête ministérielle.
Les travaux d’enquête se sont déroulés du 16 novembre 2023 au 19 avril 2024. Plus de 70 personnes ont été rencontrées en cours d’enquête et une preuve documentaire considérable a été analysée.
Après d'énormes pressions de la population, des médias et de la classe politique, le Centre de services scolaire de Montréal (CSSDM) a suspendu les onze enseignants de l’école Bedford qui sont visés par des allégations de climat toxique.
À la suite du dévoilement des conclusions de cette enquête, le ministre de l'Éducation, Bernard Drainville, a mis en place des mesures sans précédent, dont le déclenchement d'un mandat de vérification dans trois autres écoles.
Les écoles visées sont l'école primaire Bienville, l'école Saint-Pascal-Baylon et l'école secondaire La Voie.